# Kunsthalle Lund

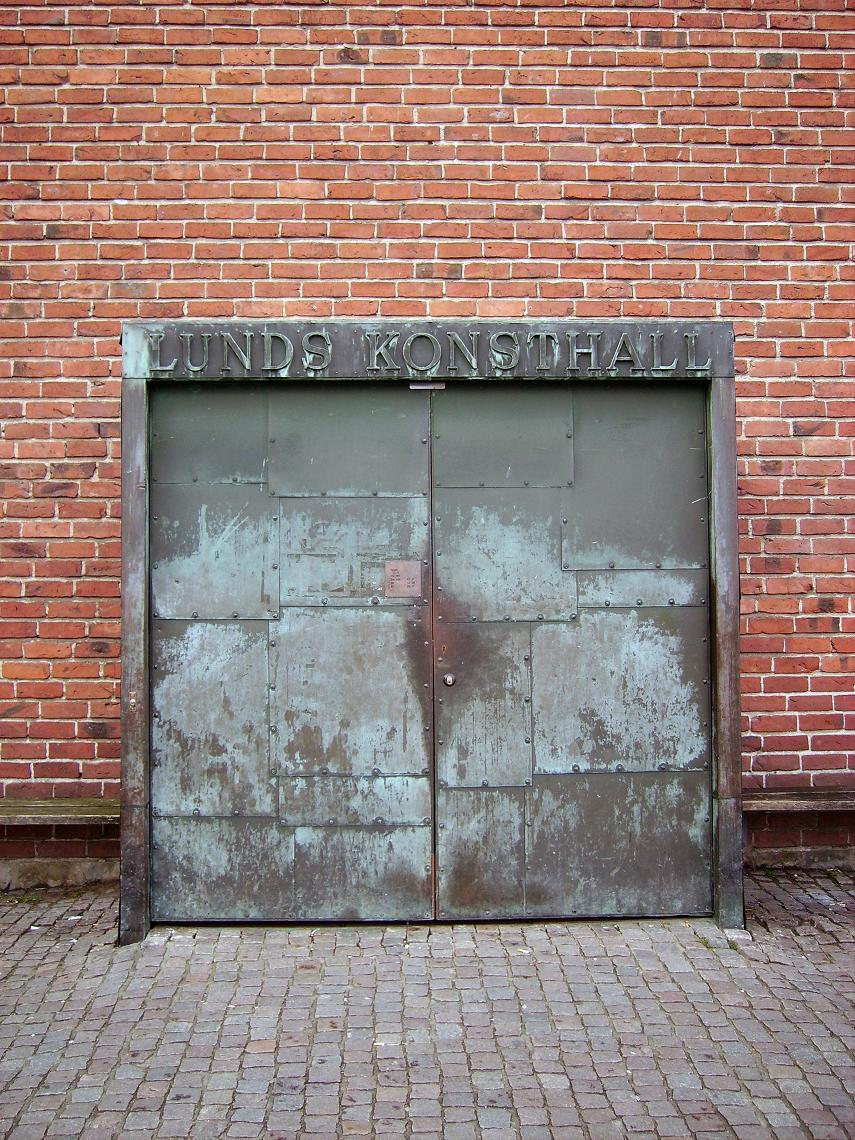
Eingang zur Kunsthalle am Mårtenstorget

Die Kunsthalle Lund (schwedisch Lunds konsthall) ist eine Kunsthalle in der südschwedischen Stadt Lund.

## Entstehung und Bau
Der Initiative zum Bau einer Kunsthalle ging eine Spende der Bank Gamla Sparbanken (heute Sparbanken Öresund) an die Stadt Lund im Jahr 1953 voraus. Daraufhin entschied sich der Gemeinderat zu einem Architekturwettbewerb für den geplanten Bau, bei dem sechs Architekten  – darunter Klas Anshelm – eingeladen wurden. 1954 entschied man sich für den Entwurf Anshelms, der eine geschlossene Backsteinfassade vorsah. Der Bau wurde am Platz Mårtenstorget fertiggestellt und am 21. September 1957 eröffnet. 1997 und 2004 wurde das Gebäude renoviert, ohne sein ursprüngliches Aussehen zu verändern.

## Ausstellungen
Die Eröffnungsausstellung von 1957 beschäftigte sich mit schwedischer Kunst der Moderne. In den letzten 50 Jahren wurden Ausstellungen sowohl mit schwedischer als auch mit internationaler Kunst gezeigt, u. a. mit Werken von Gustav Metzger, Ólafur Elíasson oder Poul Gernes.

## Galerie

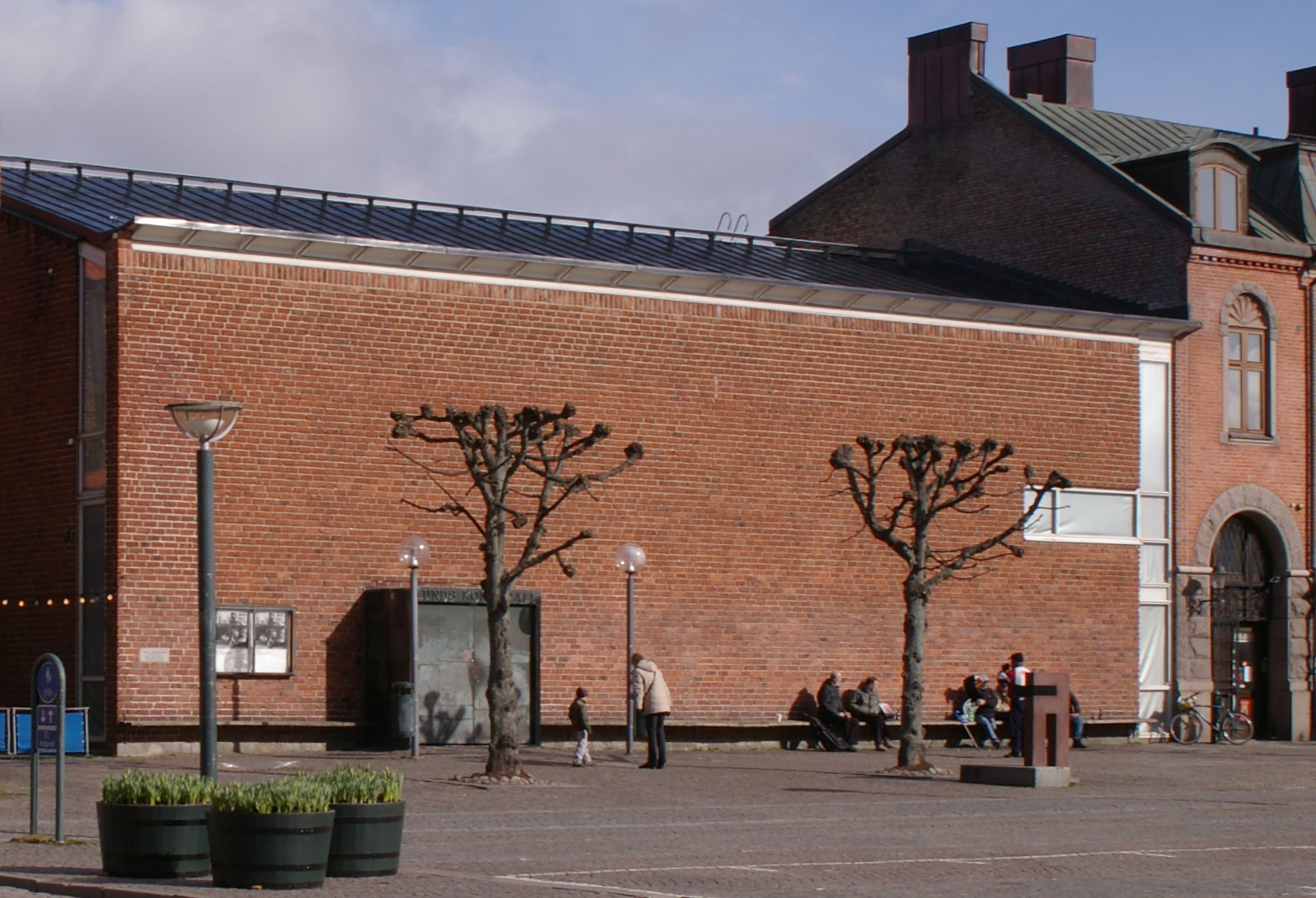
Außenansicht
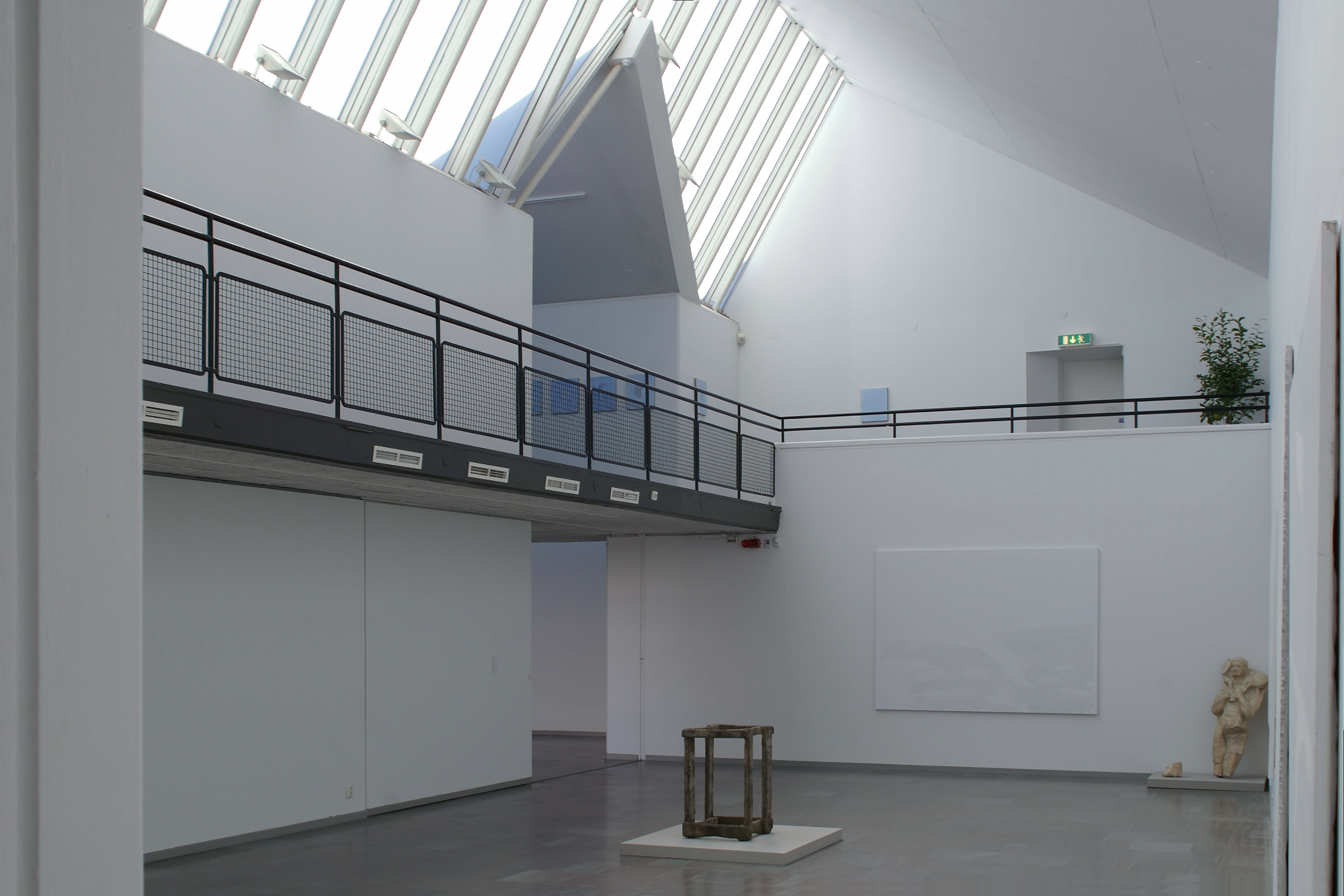
Haupthalle
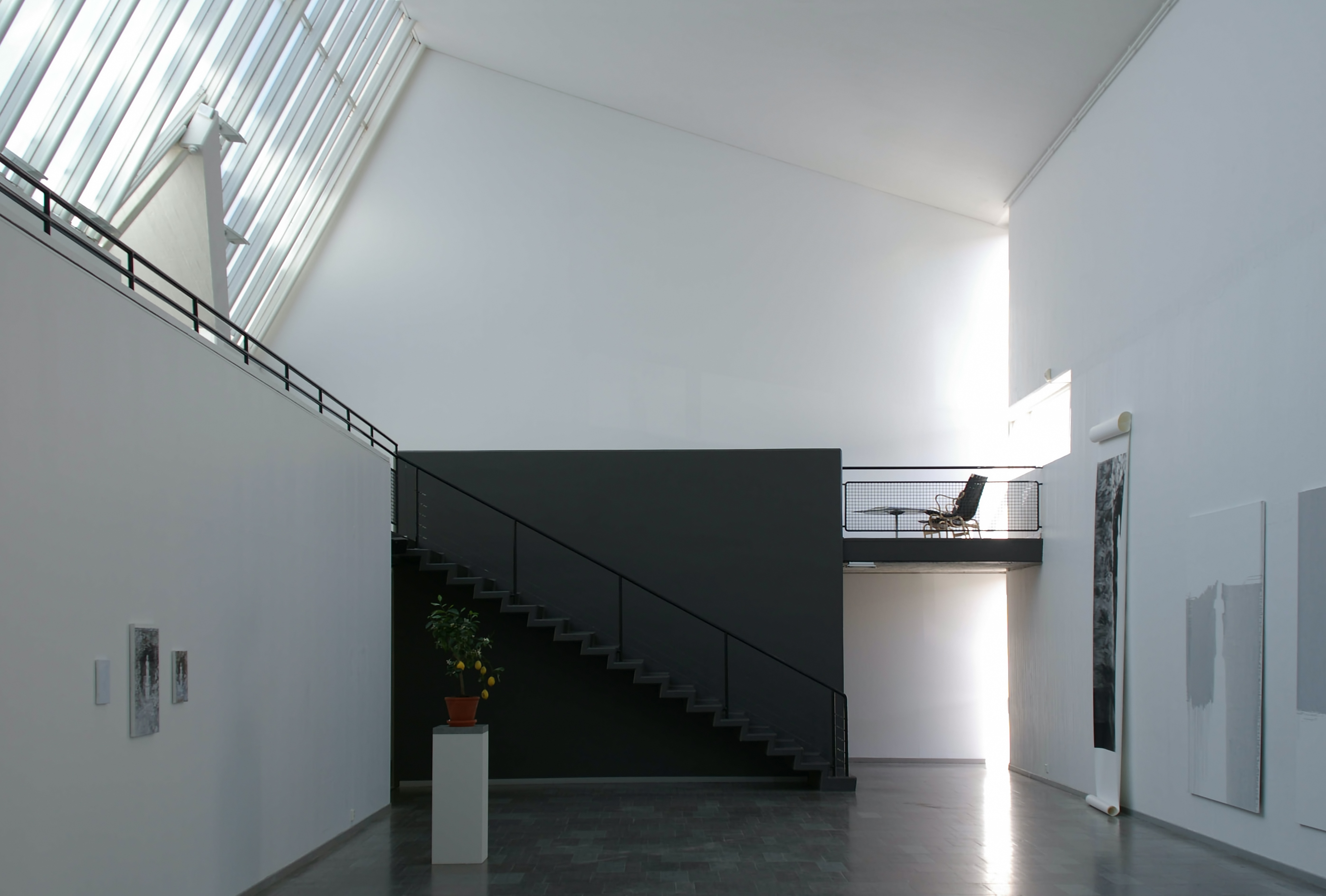
Haupthalle, Seitenansicht mit Fenster (rechts)
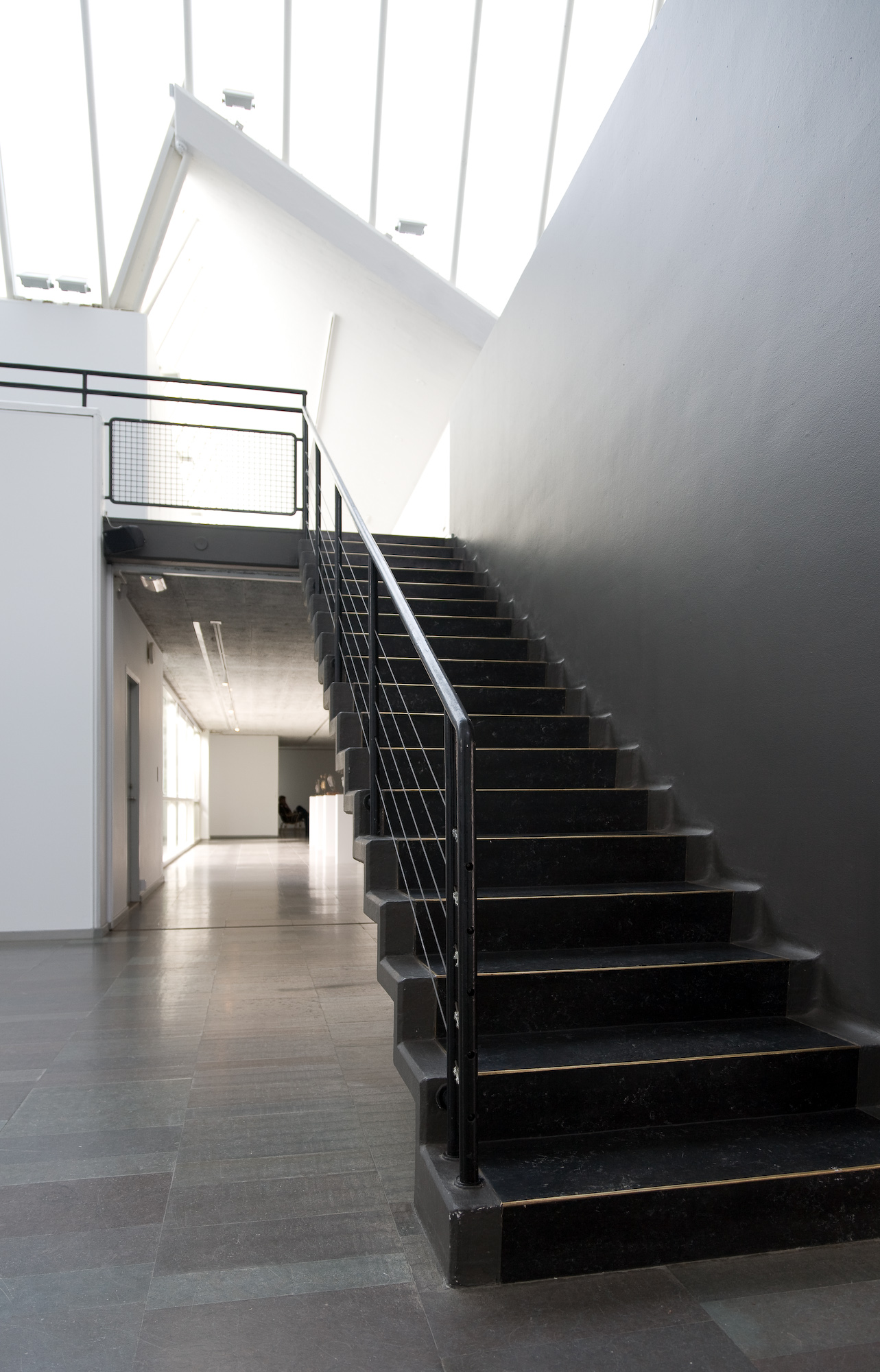
Seitlicher Treppenaufgang
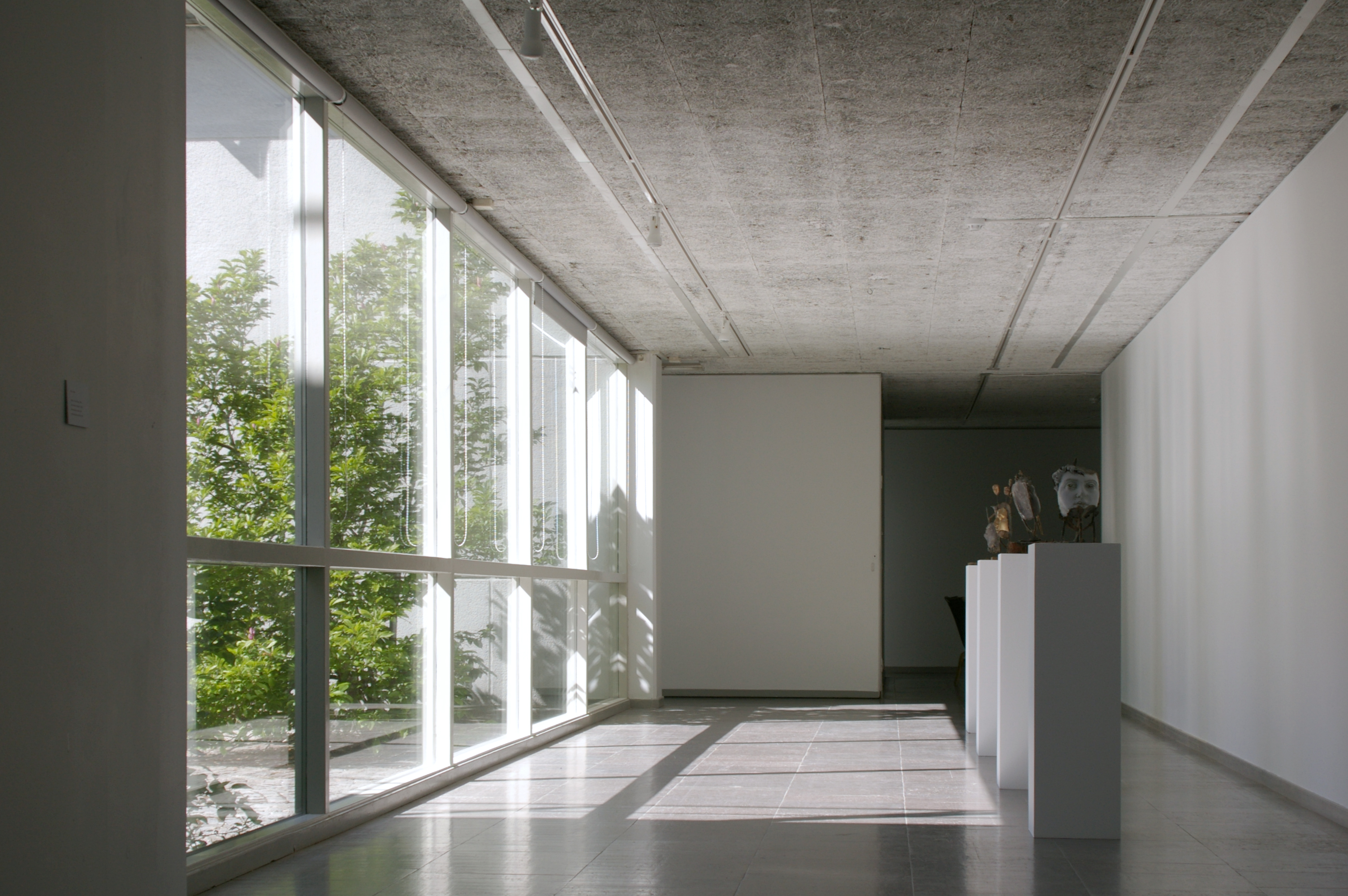
Innenansicht